# Флотаційні відходи
Відходи флотації являють собою гідросуміш, яка складається з трьох фаз: рідкої, твердої і газоподібної. Кількість гідросуміші відходів флотації залежить від продуктивності збагачувальної фабрики і вмісту мінеральних домішок у руді, рядовому вугіллі. У середньому для різних фабрик кількість гідросуміші відходів складає по пульпі 100—1000 м3/год, а по твердому 10 — 100 т/год. Рідка фаза відходів становить 95 — 98 % по масі.

## Склад відходів
- Рідка фаза відходів флотації характеризується певним ступенем мінералізації і містить різні іони і молекули.
- Газоподібна фаза гідросуміші відходів — повітря, що знаходиться у воді в основному у розчиненому стані. Наявність повітря у воді негативно впливає на осадження твердих частинок, при цьому чим менше розмір осаджуваних частинок, тим більший вплив спричиняє на них повітря. Однак чим більше гідрофобність поверхні частинок і чим більше час попереднього змочування водою, тим менше вплив повітря.
- Тверда фаза відходів флотації представлена частинками мінерального і органічного походження різної форми. Вона гідрофільна внаслідок переваги породних гідрофільних частинок. Мінеральний склад твердої фази дуже різноманітний (пірит, глиниста речовина, карбонати) і залежить від складу вмісних порід, але найчастіше переважають глини. Глиниста речовина, що міститься в твердій фазі флотовідходів при збагаченні вугілля Донбасу, належить до групи силікатів, де переважають каолініт і гідрослюди. Глиниста речовина в основному міститься у вигляді вільних зерен (26 — 89 %) і тільки частково (6 — 20 %) у вигляді вуглисто-глинистих зростків. Найбільший вміст глинистої речовини у відходах флотації вугілля марки Г — до 78 %, найменший — у відходах флотації вугілля марки К — до 53 % . Вміст сульфідів заліза (в основному піриту) коливається від 1 до 12 %, а вміст карбонатів від 2 до 19 %. Пірит і карбонати знаходяться переважно у вигляді вільних зерен.

## Технологічні характеристики
- В'язкість пульпи відходів флотації залежить в основному від вмісту і гранулометричного складу твердої фази. Крупність частинок відходів флотації коливається від надтонких розмірів і до 1 мм. У відходах флотації міститься 0,2 — 10,5 % частинок розміром більше 0,5 мм і 67 — 94 % розміром менше 0,06 мм.
- Однією з важливих фізико-хімічних властивостей відходів флотації, яка спричиняє утруднення при їхньому згущенні, є набухання. Процес набухання глинистих мінералів обумовлений дією адсорбційних, осмотичних і капіляр-них сил. Інтенсивне набухання відходів флотації (на 10 — 20 %) відбувається протягом перших 2 — 2,5 год., далі набухання сповільнюється і після 6 год. ко-нтакту збільшується усього тільки на 2,5 — 3,5 % .

## Згущення
Згущення відходів флотації на вуглезбагачувальних фабриках здійснюється у гідроциклонах, радіальних і циліндроконічних згущувачах.